# 奥法伊吕瀑布
奥法伊吕瀑布（冰島語發音：[ˈouːˌfaiːrʏˌfɔsː] ⓘ）是坐落于冰岛瓦特纳冰川国家公园西部埃尔德焦峡谷的一处瀑布。瀑布上曾有一座天然拱，但于1990年代初因自然原因垮塌。

## 参考文献

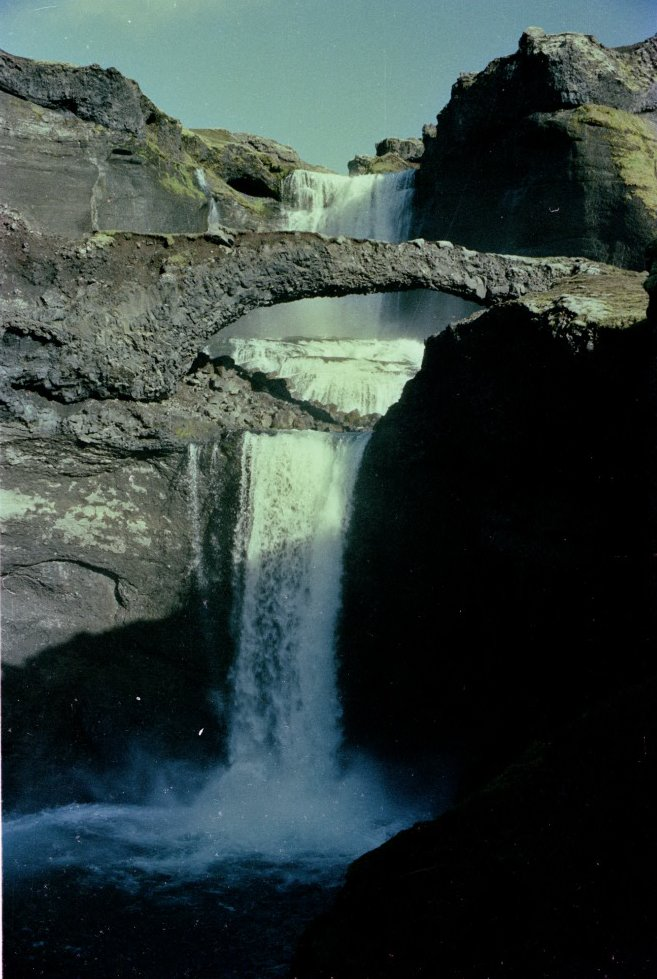
奥法伊吕瀑布与上方的天然拱，摄于1984年。